# Lona-Lases
Lona-Lases là một đô thị ở tỉnh Trento ở vùng Trentino-Alto Adige/Südtirol của Ý, tọa lạc cách 12 km về phía đông bắc của Trento. Tại thời điểm ngày 31 tháng 12 năm 2004, đô thị này có dân số 768 người và diện tích là 11,4 km².
Lona-Lases giáp các đô thị: Valfloriana, Sover, Segonzano, Cembra, Bedollo, Baselga di Pinè, Albiano và Fornace.